# NGC 1891
NGC 1891 — рассеянное звёздное скопление, которое находится в созвездии Голубь на расстоянии около 2800 световых лет от Солнца. Этот объект входит в число перечисленных в оригинальной редакции «Нового общего каталога».

## Характеристики
NGC 1891 можно наблюдать на ночном небе в восточной части созвездия Голубя, между звездами ε Col и HD 34266. Скопление расположено в 8,96 кпк от Галактического центра. Его возраст составляет приблизительно 2 миллиарда лет. Однако по мнению исследователей, опубликовавших работу в 2004 году, звёзды NGC 1891 физически не связаны друг с другом, т.е. не являются скоплением.